# Hypogeomys australis
Hypogeomys australis és una espècie de mamífer rosegador extint del centre i sud-est de Madagascar. Fou descrit el 1903 i és més gros que el seu parent més proper, H. antimena, una espècie vivent que es troba més a l'oest de l'illa, però s'hi assembla força en altres aspectes. La llargada mitjana del fèmur és de 72,1 mm, comparat amb 63,8 mm en H. antimena. Es tracta d'un dels pocs rosegadors extints de Madagascar. La datació basada en el carboni 14 indica que sobrevisqué com a mínim fins a la darreria del segle v. No se sap gaire cosa sobre la seva història natural, però possiblement feia caus a terra, igual que el seu parent vivent, i s'alimentava de plantes adaptades a les condicions àrides.

## Taxonomia
Guillaume Grandidier descrigué H. australis el 1903 a partir de restes subfòssils provinents de la cova d'Andrahomana, situada al sud-est de Madagascar. El material de Hypogeomys s'assemblava a l'espècie vivent H. antimena, però les diferències de mida i morfologia eren prou importants perquè Grandidier el considerés una espècie a part. El 1912, Grandidier descrigué una altra espècie subfòssil de Hypogeomys, H. boulei, però les restes en les quals es basava aquesta espècie foren posteriorment assignades a Plesiorycteropus, un mamífer enigmàtic que actualment es classifica en el seu propi ordre. El 1946, Charles Lamberton feu un dibuix d'un altre fèmur de H. australis basant-se en un espècimen del qual no es coneix ni l'origen ni la ubicació actual. El 1996, Steven Goodman i Daniel Rakotondravony dugueren a terme una revisió de la distribució de Hypogeomys i confirmaren que H. australis és una espècie a part. H. australis i H. antimena formen part dels nesomins, una subfamília malgaixa de la família de rosegadors africans dels nesòmids.

## Descripció
En general, H. australis era semblant a H. antimena, el rosegador més gros que existeix actualment a Madagascar, però fins i tot els exemplars més petits del primer tenien una mida superior a la dels exemplars més grossos del segon. Grandidier descrigué l'espècie extinta com a més robusta, amb marques musculars més prominents als seus ossos llargs i les dents molars més grosses, amb crestes i lòbuls més marcats. La primera molar inferior té una llargada de 5,2-6,4 mm, amb una mitjana de 5,7 mm, en una sèrie de 10 H. australis i una llargada de 3,5-5,5 mm, amb una mitjana de 4,8 mm, en una sèrie de 24 H. antimena. L'extrem proximal del fèmur té una amplada de 18,6-21,50 mm, amb una mitjana de 19,9 mm, en una sèrie de 13 H. australis i una amplada de 16,8-18,5 mm, amb una mitjana de 17,5 mm, en una sèrie de 9 H. antimena. El fèmur té una llargada de 69,9-75,1 mm, amb una mitjana de 72,1 mm, en una sèrie de 10 H. australis i una llargada de 59,7-69,9 mm, amb una mitjana de 63,8 mm, en una sèrie de 9 H. antimena.

## Distribució i història natural
Les restes atribuïdes a H. australis s'han trobat a la cova d'Andrahomana, situada al sud-est de Madagascar, i Antsirabe, al centre de Madagascar, cosa que indica que tenia una distribució extensa. No es té constància que el seu antic àmbit de distribució s'encavalqui amb el de H. antimena, que s'ha anat reduint de manera substancial durant l'Holocè. La datació per radiocarboni indica que un os trobat a Andrahomana tenia uns 4.400 anys i un altre en tenia uns 1.536. Tot i que no se sap gairebé res sobre la història natural de H. australis, Goodman i Rakotondravony suposaren que excavava caus en sòls poc compactes, igual que el seu parent actual. H. australis té una proporció relativament alta de carboni 13, probablement perquè es menjava plantes enriquides en carboni 14 per la via de 4 carbonis i el metabolisme àcid de les crassulàcies, dos processos relacionats amb la fotosíntesi que són particularment habituals en les plantes adaptades a medis secs.
H. australis és un dels tres rosegadors extints que s'han descobert a Madagascar, juntament amb Brachytarsomys mahajambaensis i Nesomys narindaensis, del nord-oest de l'illa. En general, a Madagascar s'extingiren pocs animals petits. Les excepcions són aquests rosegadors, dues espècies de Plesiorycteropus i el tenrec musaranya Microgale macpheei. En canvi, animals grossos com ara els lèmurs subfòssils, la fossa de les cavernes, els hipopòtams malgaixos, les tortugues Dipsochelys i els ocells Aepyornis i Mullerornis s'extingiren en temps de l'arribada dels éssers humans a l'illa.